# れいめい中学校・高等学校
れいめい中学校・高等学校（れいめいちゅうがっこう・こうとうがっこう）は、鹿児島県薩摩川内市隈之城町にある私立の中学校・高等学校。学校法人川島学園が運営している。

## 生徒数・学科・校訓・教育・通学方法
全校生徒は約800名。鹿児島実業や尚志館の兄弟校である。文理科は東京大学や京都大学、九州大学など難関大学に多くの生徒が合格している。

### 学科
- 文理科
- 普通科
  - 公務員コース
  - キャリアアップコース
- 工学科

校訓
川島学園共通の「不屈不撓」である。
通学方法
- JR鹿児島本線隈之城駅より徒歩約1分。鹿児島市内や串木野方面からの生徒も多いためJR鹿児島本線を利用する。または寮。
- 阿久根・出水方面からの通学生は肥薩おれんじ鉄道を利用している。
- 登校1便・下校2便のスクールバスをさつま線と阿久根線、祁答院線、川内線の4路線で運行している。

## 沿革
- 1964年 - 鹿児島実業高等学校川内分校（商業科、土木科、普通科）として新設。
- 1967年 - 建築科開設
- 1968年 - 川内実業高等学校と改称。
- 1979年 - 普通科文理コース（国公立進学コース）を開設。
- 1980年夏 - 野球部が第62回全国高等学校野球選手権大会出場。
- 1985年 - 川内中学校を併設[1]。
- 1989年 - れいめい中学校・れいめい高等学校に改称。
- 1990年 - 普通科文理コースを文理科として分離、女子生徒募集を開始。
- 1992年 - 土木科・建築科を統合し、工学科に変更。
- 2004年 - 普通科で女子生徒募集を開始。
- 2005年 - 工学科に情報コース開設、女子生徒募集を開始。

## 部活動・同好会
- 野球部
- 卓球部
- 体操部
- 新体操部
- サッカー部
- 剣道部
- 柔道部
- 男子バスケ部
- 女子バスケ部
- 陸上部
- バレー部
- 弓道部
- 硬式テニス部
- 管弦楽部
- 新聞部
- 美術部
- インターアクト部
- 放送部
- 書道部

### 同好会
- 邦楽同好会
- ダンス同好会
- クイズ同好会
- バドミントン同好会
- 将棋同好会
- 家庭科同好会

野球部、卓球部、体操部、新体操部、サッカー部、柔道部、男子バスケ部、女子バスケ部の強豪校として知られている。野球部は川内実業時代に甲子園に出場、近年では県大会でも何度も優勝しておりプロ野球選手も多数輩出している。卓球部、体操部、新体操部はインターハイの常連校である。男子バスケ部、女子バスケ部はインターハイやウインターカップにも出場している。サッカー部は選手権大会などにも出場経験がありプロサッカー選手を輩出している。

## 著名な出身者
政治
- 太栄志[2] - 国会議員（衆議院）

実業
- 福留大士 - 実業家、チェンジホールディングス創業者・社長

スポーツ
- 飯山裕志 - プロ野球選手
- 内山俊彦 - プロサッカー選手
- 太田龍 - プロ野球選手
- 上薄淳一 - プロ野球選手
- 久木山亮 - プロ野球選手
- 児玉泰介 - 陸上選手
- 徳重隆明 - プロサッカー選手
- 濵野勇気 - プロサッカー選手
- 原信生 - プロサッカー選手
- 益山遼太郎 - プロバスケットボール選手
- 山下りな - プロレスラー
- 山田裕也 - プロサッカー選手

## 系列校
- 鹿児島実業高等学校
- 尚志館高等学校（旧・志布志実業高等学校）
- 鹿児島工学院専門学校（旧・KUCユニバーサルカレッジ）
- 鹿児島測量専門学校